# Дандоло, Георгий
Георгий Дандоло (Дандала) — русский лексикограф и переводчик XVIII века, родом из Венеции.

## Биография
В 1738 году прибыл в Россию, которая, по его словам, была в то время «всесветным пристанищем, привлекавшим к себе от наидальнейших европейских краев превеликое число благородных особ». В 1740 году Дандоло сделался переводчиком при коллегии иностранных дел. В 1747 году представил в коллегию для напечатания составленный им российско-латино-итальяно-французский лексикон, заключавший в себе до 10 000 слов и некоторые грамматические наставления о русском и итальянском языках. В 1748 году коллегия отослала труд Дандоло для рассмотрения в Академию наук. Академия не одобрила лексиконы Дандоло, приняв во внимание суждение Тредьяковского, что книга Дандоло не лексикон, а вокабуляр. Его рукопись осталась неизданной. Тем не менее Дандоло до 1780-х годов не переставал работать над усовершенствованием своего лексикона. Из переводов Дандоло напечатана была «Нравоучительная философия, гр. Тезаур» (СПб., 1764—65). Другие переводы его и между ними отрывок из памфлета в пользу иезуитского ордена, уничтоженного Климентом XIV, хранятся в рукописях в библиотеке Казанского университета, где имеются, и рукописи обеих частей его лексикона, и подробности спора между Дандоло и Тредьяковским в «Библиографических записках» 1859 года, № 7.